# 波江座ο
波江座ο，又名BD-07 764，HD 26574、SAO 131019、HR 1298，是波江座的一颗恒星，视星等为4.04，位于銀經199.32，銀緯-38.39，其B1900.0坐标为赤經4h 6m 59s，赤緯-7° -38.39′ 54″。